# Duero
Zie voor de Spaanse rivier Duero het artikel Douro
Duero is een gemeente in de Filipijnse provincie Bohol op het gelijknamige eiland. Bij de census van 2015 telde de gemeente bijna 18 duizend inwoners.

## Geografie

### Bestuurlijke indeling
Duero is onderverdeeld in de volgende 21 barangays:
| - Alejawan - Angilan - Anibongan - Bangwalog - Cansuhay - Danao - Duay - Guinsularan - Itum - Langkis - Lobogon | - Madua Norte - Madua Sur - Mambool - Mawi - Payao - San Antonio - San Isidro - San Pedro - Imelda - Taytay |

## Demografie
Duero had bij de census van 2015 een inwoneraantal van 17.876 mensen. Dit waren 296 mensen (1,7%) meer dan bij de vorige census van 2010. Ten opzichte van de census van 2000 was het aantal inwoners gegroeid met 1.391 mensen (8,4%). De gemiddelde jaarlijkse groei in die periode kwam daarmee uit op 0,53%, hetgeen lager was dan het landelijk jaarlijks gemiddelde over deze periode (1,84%).

De bevolkingsdichtheid van Duero was ten tijde van de laatste census, met 17.876 inwoners op 97,3 km², 183,7 mensen per km².

## Foto's
|  |  |